# Bidogno
Bidogno est une localité et une ancienne commune suisse du canton du Tessin.
La fusion avec la commune de Capriasca a été acceptée en votation populaire le 30 septembre 2007 et ratifiée par le Grand Conseil le 20 avril 2008.

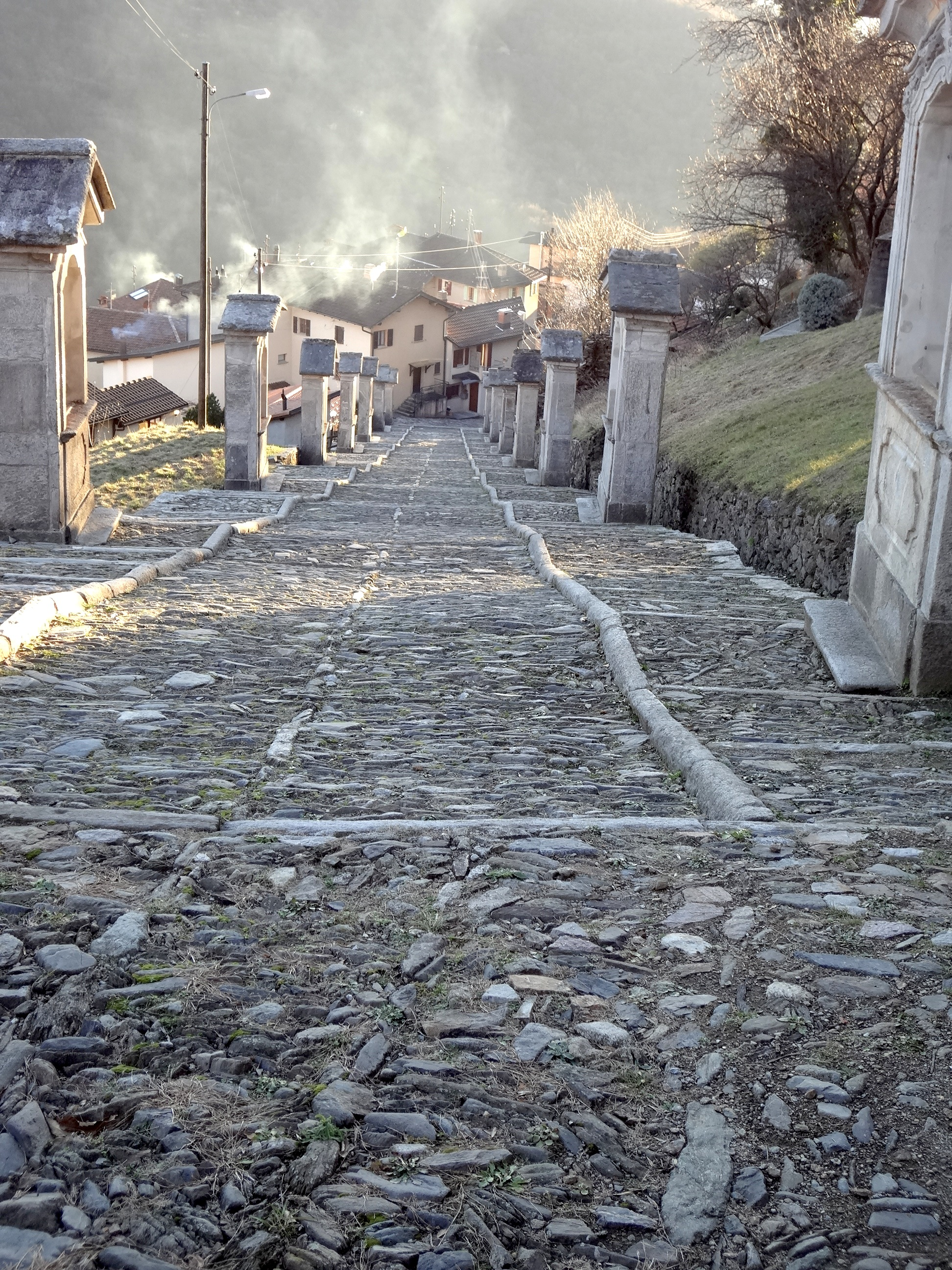
Chemin de croix à Bidogno.